# Лундберг, Рагнар
Рагнар «Рагге» Торстен Лундберг (швед. Ragnar «Ragge» Torsten Lundberg, 22 сентября 1924, Мадешё — 10 июля 2011, Кальмар) — шведский легкоатлет, бронзовый призёр летних Олимпийских игр в Хельсинки (1952) в прыжках с шестом.

## Спортивная карьера
Став лишь пятым на Олимпийских играх в Лондоне (1948), выиграл «золото» на чемпионате Европы в Брюсселе в 1950 году, стал ещё и серебряным призёром в беге на 110 м с барьерами. На Играх в Хельсинки (1952) с результатом 4,40 м стал третьим, через два года в Берне (1954) с тем же результатом выиграл «серебро» континентального первенства. На своих последних Играх в Мельбурне (1956) остался на пятой позиции (4,25 м).
В 1952 году установил рекорд Европы (4,44 м), а его лучший прыжок был на высоту 4,46 м. Четырёхкратный чемпион Швеции в беге на 110 м с барьерами.